# 제사장 문서

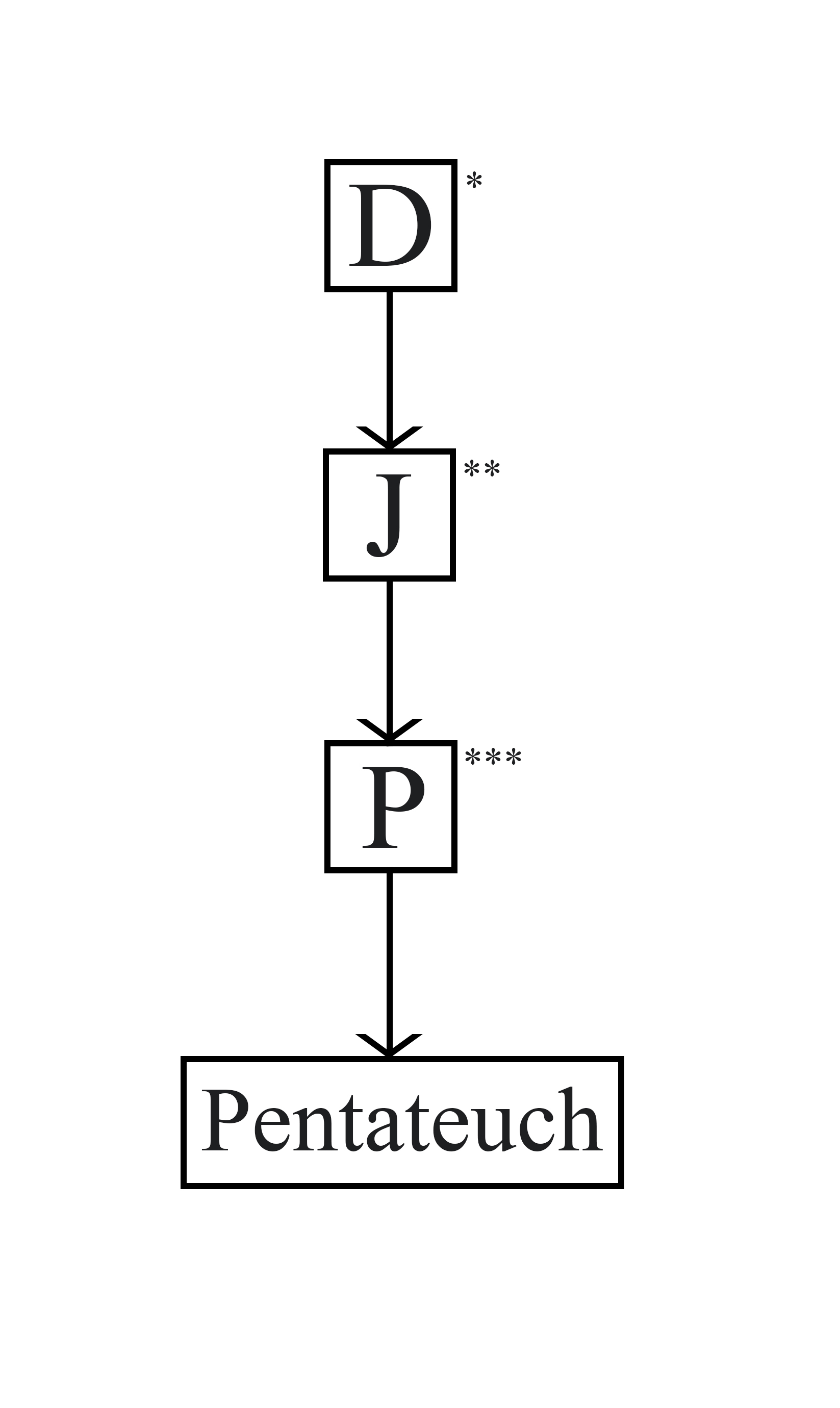
토라의 형성에 대한 가장 보편적인 모델인 보충설의 도식. 제사장 문서는 P로 표기되었다.

제사장 문서 (Priestly source, P 문서)는 토라의 출처로 널리 인식되는 문서 중 하나이다. 스타일적인 측면과 신학적 측면에서 토라의 다른 출처들과 차이가 있으며, 다른 비제사장 문서들과의 명확한 차이점들이 존재한다. 이 문서의 특징 중 몇가지를 말하자면, 성경의 시나이산에서 여호와가 명령하기 전에 희생제에 대한 언급이 없으며, 아론과 제사장직이 굉장히 고결하게 기술되었고, 모세가 여호와에게 직접 듣기 전부터 엘 샤다이라는 명칭을 사용하고 있다는 점이다. 제사장 문서는 정결법, 제사, 가계조사 등 제사장의 책무를 정제되고 반복적인 문법으로 서술하고 있다. 이 문서는 이러한 제사장의 책무들로부터 확장되어 아론에게 특별히 주어진 역할에 대해 설명하고 있는데, 레위인 제사장들 중 아론의 후손만이 지성소에 출입할 수 있다는 것이 바로 그것이다. 이 제사장 문서는 거의 사라진 것으로 보이나, 성서비평학자들은 하나님의 섭리로 인해 일부가 보존되었다고 주장한다.

## 배경
바빌론 유수기와 그 후의 유대민족에 대해 알려진 것은 적으나, 현재의 이론을 정리하면 다음과 같다.
- 왕국시절의 이스라엘은 사무엘에 의해 임명된 대제사장인 사독의[8] 후손들이 담당하는 성전의 희생제사를 중심으로 운영되었다. 레위인들은 희생제사에 참여하지 못하였고, 대신 소소한 잡무를 담당했다.
- 예루살렘에서 사독의 후손들이 유일한 제사장으로 있을 때, 다른 도시에서는 다른 제사장들이 존재했다. 이들 중 가장 대표적인 예시가 예루살렘 북쪽에 있는 도시인 벧엘인데, 이 벧엘은 금송아지 숭배를 기원전 721년에 앗수르의 공격을 받아 멸망하기 전까지 이스라엘 왕국의 후원을 받아 계속 이어갔다. 아론과 벧엘은 약간의 연관이 있다.
- 기원전 587년에 바빌론인들은 예루살렘을 공격하여 사독의 후손들 중 대부분을 잡아가면서 레위인들은 남겨두었는데, 그 까닭은 레위인들이 너무 가난하고 사회에서 소외되어있어서 바빌론인들의 흥미를 끌지 못했기 때문이다. 현대의 학자들은 벧엘 성전이 남유다 왕국의 국민들의 종교생활에 큰 기능을 했으며, 아론의 영향 아래에 놓여있던 사독의 후손이 아닌 제사장들이 "사독의 아들들"이라는 호칭에 반해 "아론의 아들들"이라고 스스로를 부르기 시작했다고 주장한다.
- 사독의 후손들이 돌아오며 예루살렘 성전을 복원하기 시작한 기원전 538년부터, 사독의 후손들과 레위인 제사장들 사이의 갈등이 발생하기 시작했다. 이 충돌에서 사독의 후손들이 승리하였으나 반대파를 끌어들이기 위해 아론의 후손이라는 명칭을 가져와 사용하게 된다.
- 사독의 후손들은 또한 레위인들이 자신의 사회적 위치에 대해 불만을 가지고 있음을 인지하게 되고, 제사장 문서에 고라의 반란과 같은 전승을 기록함으로서 제사장 직분에 대한 도전은 거룩하지 못하고 용서받지 못하는 범죄임을 분명히 하였다.

## 제사장 문서
모세오경, 혹은 토라라고도 불리는 창세기, 출애굽기, 레위기, 민수기, 신명기는 이스라엘인의 선사 시대를 창세로부터 족장설화, 이집트로부터의 출애굽 이야기를 통해 광야에서 하나님의 인도하심까지 다루고 있다. 그러나 이 책들에는 때때로 서로 상충되고, 반복되고, 다른 스타일을 가지며, 무엇보다도 하나님의 이름을 다르게 적고있는 부분들이 많이 존재한다. 반복에 대한 예만 들자면, 창세기 1장과 2장에 반복되어 나오는 창세이야기, 창세기 4장과 5장에 등장하는 가인의 계보와 셋의 계보의 상당한 유사성, 창세기 10장과 11장에 두번 등장하는 셈의 계보, 창세기 15장과 16장에 두번 등장하는 아브라함과의 언약, 창세기 18장과 25장에 두 번 등장하는 벧엘에서 야곱에게 나타나심, 출애굽기 3장과 6장에서 모세를 두 번 부르심, 출애굽기 31장과 34장에서 돌판을 두 번 내려주심, 출애굽기 25-31장과 출애굽기 35-40장에서 성막에 대해 두번 증언하는 것이 있다. 이와같은 반복, 서로 다른 스타일, 하나님의 이름은 무작위하게 나타나는 것이 아니라 어떤 규칙을 가지고 나타나는데, 이 규칙에 대해 성서비평학자들이 연구한 결과 네 개의 서로 다른 문서가 토라의 출처로 존재했을 것이라는 결론을 내리게 된 것이다.
19세기의 학자들은 이 출처들이 매우 조심스럽게 수정되어온 독립적인 문서들이라고 보았는데, 20세기의 대부분의 학자들 역시 여기에 동의한다. 하지만 1973년 미국의 성서학자인 프랭크 무어 크로스(Frank Moore Cross)가 쓴 책 《가나안 전설과 히브리의 서사Canaanite Myth and Hebrew Epic》에 의하면, P 문서는 처음-중간-끝을 가지며 독립적으로 존재했던 문서가 아니라, 여호와 문서와 엘로힘 문서를 편집 및 확장시킨 형태의 문서일 것이라고 주장했다. 크로스의 연구를 시작으로 문서설은 공격받게 되었는데, 한스 하인리히 슈미트(Hans Heinrich Schmid)는 그의 책 《여호와 문서라고 하는 것The So-called Jahwist》(1976)에서 여호와 문서의 연대에 의문을 제시했고, 마르틴 로즈(Martin Rose)는 1981년 여호와 문서가 여호수아기의 프롤로그로 제작되었다는 주장을 펼쳤으며, 존 반 시터스(John Van Seters)는 그의 책 《역사와 전통에서의 아브라함Abraham in History and Tradition》에서 아브라함의 기록이 기원전 6세기, 즉 여호와 문서에서 처음 등장한 것이라고 주장했다. 여기까지만 해도 한국교회가 받아들이기에는 상당히 어렵고 과격한 내용이지만, 루돌프 렌드토프의 책 《모세오경의 전달과정의 문제점The Problem of the Process of Transmission in the Pentateuch》(1989)은 여호와 문서와 엘로힘 문서가 문서의 형태가 아닌 독립적인 이야기들이나 시의 파편 등으로 존재했을 것이라고 주장했다.
문서설을 대체할만한 가설이 아직 나타나지는 않았지만, 모세오경이 기원전 5세기경 페르시아 제국의 지배하에 있던 유다왕국에서 형성되었다는 주장이 1980년대 중반부터 제시되고 있다. 유다왕국은 바빌론 유수 이후에 페르시아 속주 예후드에 속하였는데, 예후드 정부는 제2성전을 재건하여 속주의 통치기구로 삼았으며 중앙정부에 세금을 납부하였다. 페르시아 중앙정부는 제국의 각 지방에 자치권을 부여하고자 했고, 자치권을 부여받고자 하는 지방은 법규를 수립하여 제국의 허가를 받아야 했다. 제국의 이러한 입장은 예후드에 존재하는 여러 유대인 공동체들로부터 합의점을 만들어내도록 하였다. 이 유대인 공동체들 중에서는 지주 가문과 성전을 관리하는 제사장 가문이 가장 강력했는데, 이 특권들은 역사와 전통을 통해 합법적으로 부여받은 것들이었다. 지주들은 기원전 6세기 이전에 세워진 옛 신명기 전통에 기반하고 있었고, 제사장 가문은 이 지주들의 전통을 수정하고 보완하였을 것이다. 이렇게 완성된 창세기 1-11장에서는 세계의 기원을, 12-50장에서는 이스라엘 민족을, 모세오경에서는 공동체의 법규와 하나님과의 관계에 대해 서술하고 있다.
많은 학자들은 아론의 자손들이 스스로를 영화롭게 하기 위해 P 문서의 규칙들이 쓰여졌을 것이라고 추측한다.

## 특징, 연대, 범위

### 개괄
제사장 문서는 제사장 문서는 정결법, 제사, 가계조사 등 제사장의 책무를 정제되고 반복적인 문법으로 서술하고 있다. 이 문서는 이러한 제사장의 책무들로부터 확장되어 아론에게 특별히 주어진 역할에 대해 설명하고 있는데, 레위인 제사장들 중 아론의 후손만이 지성소에 출입할 수 있다는 것이 바로 그것이다.
P 문서의 하나님은 장엄하고 초월적이며, 오직 그가 원한다는 사실만으로 모든것이 이루어지는 존재로 묘사된다. 하나님은 여러단계를 거쳐 자신을 드러내는데, 첫번째는 엘로힘(하나님이라는 뜻)으로, 그다음은 아브라함에게 엘 샤다이(전능한 하나님이라는 뜻)로, 마지막으로 모세에게 여호와라는 고유한 이름으로 등장한다. P 문서는 역사를 하나님과 노아 사이의 언약, 아브라함 사이의 언약, 모세 사이의 언약을 기준삼아 네 시대로 나눈다. 이스라엘 민족은 하나님으로부터 선택받은 민족으로 언약을 통해 다스림을 받는다는 사상을 가지고 있었으며, P 문서의 하나님 역시 이스라엘 민족에게 이방인들과의 혼인을 금지함으로써 혈통을 유지하라고 명령한다. P 문서는 제사로서 땅과 민족을 정결하게 하는 "거룩함"에 대해 중요하게 서술하고 있는데, 특히 이스라엘로 하여금 "제사장 나라가 되며 거룩한 백성(출 19:6)"가 되도록 제례와 규칙들을 제정하고 있다.
바빌론 유수기와 그 후에 좋은 문서의 예시가 만들어졌는데, 넓게 잡아 기원전 571-486년경에 최소 두 개의 단계가 세워졌다는 결론을 내리게 되었다. 이 시기에는 제례를 신중히 준수하는 것이 민족성을 유지하는 몇 안되는 방법중 하나였고, 이스라엘이 하나님의 섭리 아래에 놓여있다는 제사장들의 이야기를 통해 견고하고 안정된 세계관이 세워졌으며, 따라서 비록 이스라엘이 하나님으로부터 벗어나 예루살렘이 파괴되고 바빌론에 의해 잡혀갔다고 하더라도 희생과 제사로 속죄를 받을 수 있다는 믿음을 가지고 있을 수 있었다.

### 모세오경
P 문서는 창세기 1장의 천지창조, 아담의 계보, 노아의 방주, 노아의 계보, 그리고 아브라함의 조상된 셈의 계보를 담고 있었을 것으로 여겨진다. 창세기의 나머지 부분은 대부분 여호와 문서에서 온 것으로 추측되나, 창세기 17장의 아브라함과의 언약 및 아브라함, 이삭, 야곱에 대한 이야기 일부는 P 문서에서 온 것으로 보인다.
출애굽기 역시 여호와 문서와 P 문서로 나뉘는데, 일반적으로 이미 존재하던 여호와 문서 전승에 제사장들이 이야기를 첨가해 넣은 것으로 이해된다. 1장부터 24장에 하나님이 시나이에서 나타나시기까지, 32장부터 34장의 금송아지 사건까지의 내용이 여호와 문서가 잘 보존되어있는 것으로 여겨지나, 풍성한 은혜를 가져올 것이라는 약속에 대해 이스라엘이 순종하는 대목과 이집트에서의 질서정연한 모습에 대한 대목은 P 문서에서 온 것으로 간주된다. 25장에서 31장까지, 35장에서 40장까지 서술된 장막에 대한 부분은 P 문서에서 온 것으로 보인다.
레위기 1장부터 16장까지는 세상을 세속적인 부분과 제사장의 거룩한 부분으로 구분하고 있다. 누구든지 부정한 일을 초래한 자들은 제사장으로부터 멀어져야 하고, 성전은 다시 정결해질때까지 씻김과, 희생과, 시간의 흐름을 통해 회복되어야 한다. 레위기 17장부터 26장까지는 성결법이라고도 불리는데, 이스라엘이 거룩한 민족이 되어야 한다는 것을 반복적으로 주장하고 있다. 학자들은 이것이 더 큰 제사장 문서를 분리해 엮은 것으로 보고 있으며, 모세오경에서 거룩함에 대해 이와 유사하게 서술한 부분을 추적하고 있다.
민수기에서는 1-10:28, 15-20, 25-31, 33-36에 P 문서의 내용이 들어간 것으로 보이는데, 두 번의 인구조사, 레위인의 도시에 대한 구절과 같이 레위인과 제사장의 지위에 대한 서술, 정탐과 약속의 땅에 대한 보호 등이 바로 그것이다. 민수기의 제사장적 주제는 부정한것을 정화하기 위해 제사장이 필요하듯 이스라엘 민족이 잘 살기 위해 제사장직이 중요하다는 주장과, 이스라엘에 대한 언약에 대한 그의 미쁘심이 제사장직에 대한 조항들에서도 똑같이 적용된다는 부분이다.
민수기에 들어있는 제사장 문서는 원래 모세의 죽음과 여호수아의 계승으로 결말지어진 것으로 보이는데, 후에 신명기가 추가되면서 이 내용이 신명기로 옮겨간 것으로 보인다.

### 연대
많은 학자들이 P 문서가 모세오경의 출처중에 J와 D 문서 이후로 가장 늦게 세워진 것으로 보고 있지만, P 문서의 연대를 조금 더 앞당겨야 한다는 주장이 다수의 유대인 학자들에 의해 1970년대부터 제기되고 있다. 아비 후르비츠(Avi hurvitz)의 경우 P 문서의 언어가 에제키엘서와 신명기에서 사용된 언어보다 더 이른 시기의 히브리어를 사용하고 있으므로 이 둘보다 시기를 앞당겨야 한다고 주장했다. 이러한 학자들은 P 문서의 시기가 늦춰진 이유가 "제사장"과 "제례"라는 단어가 기존의 순수한 믿음에서 멀어진 것이라는 개신교의 편견이 성서학계에 크게 작용한 것이라고 주장한다. 그러나 이러한 주장은 아직 널리 받아들여지지는 않고 있다.

## 같이 보기
- 신명기 문서
- 엘로힘 문서
- 토라
- 문서설
- 여호와 문서

## 참고 문헌
- Albertz, Rainer (2003). 《Israel in exile: the history and literature of the sixth century B.C.E.》. Society of Biblical Literature.
- Albertz, Rainer (1994). 《History of Israelite Religion, Volume 1: From the beginnings to the end of the monarchy》. Westminster John Knox Press.
- Albertz, Rainer (1994). 《History of Israelite Religion, Volume 2: From the Exile to the Maccabees》. Westminster John Knox Press.
- Baden, Joel S (2009). 《J, E, and the redaction of the Pentateuch》. Mohr Siebeck.
- Bandstra, Barry L (2009). 《Reading the Old Testament: an introduction to the Hebrew Bible》. Wadsworth.
- Blum, Erhard (1998). 〈Issues and Problems in the Contemporary Debate Regarding the Priestly Writings〉.   Sarah Shectman, Joel S. Baden. 《The strata of the priestly writings: contemporary debate and future directions》. Theologischer Verlag.
- Boadt, Lawrence (1984). 《Reading the Old Testament: An Introduction》. Paulist Press.
- Brueggemann, Walter (2002). 《Reverberations of faith: a theological handbook of Old Testament themes》. Westminster John Knox.
- Campbell, Antony F; O'Brien, Mark A (1993). 《Sources of the Pentateuch: texts, introductions, annotations》. Fortress Press.
- Carr, David M. (2014). 〈Changes in Pentateuchal Criticism〉.   Saeboe, Magne; Ska, Jean Louis; Machinist, Peter. 《Hebrew Bible/Old Testament. III: From Modernism to Post-Modernism. Part II: The Twentieth Century – From Modernism to Post-Modernism》. Vandenhoeck & Ruprecht. ISBN 978-3-525-54022-0.
- Gilbert, Christopher (2009). 《A Complete Introduction to the Bible》. Paulist Press.
- Gooder, Paula (2000). 《A Complete Introduction to the Bible》. T&T Clark.
- Hurvitz, Avi (1982). 《A linguistic study of the relationship between the Priestly source and the book of Ezekiel: a new approach to an old problem》. Cahiers de la Révue Biblique 20. Paris: J. Gabalda.
- Hurvitz, Avi (2000). “Once Again: The Linguistic Profile of the Priestly Material in the Pentateuch and its Historical Age. A Response to J. Blenkinsopp”. 《Zeitschrift für die Alttestamentliche Wissenschaft》 112 (2): 180–191. doi:10.1515/zatw.2000.112.2.180.
- Kugler, Robert; Hartin, Patrick (2009). 《An Introduction to the Bible》. Eerdmans.
- Lipschits, Oded (2005). 《The Fall and Rise of Jerusalem》. Eisenbrauns.
- McKenzie, Steven L (2000). 《Covenant》. Chalice Press.
- Min, Kyung-Jin (2004). 《The Levitical authorship of Ezra-Nehemiah》. T&T Clarke.
- Nicholson, Ernest (1998). 《The Pentateuch in the Twentieth Century: The Legacy of Julius Wellhausen》. Oxford University Press.
- Rabin, Elliott (2006). 《Understanding the Hebrew Bible: a reader's guide》. KTAV Publishijg House.
- Ska, Jean-Louis (2006). 《Introduction to reading the Pentateuch》. Eisenbrauns.
- Van Seters, John (2015). 《The Pentateuch: A Social-Science Commentary》. Bloomsbury T&T Clark. ISBN 978-0-567-65880-7.
- Van Seters, John (1998). 〈The Pentateuch〉.   Steven L. McKenzie, Matt Patrick Graham. 《The Hebrew Bible today: an introduction to critical issues》. Westminster John Knox Press.
- Stackert, Jeffrey (2009). 《Rewriting the Torah: literary revision in Deuteronomy and the holiness code》. Mohr Siebeck.
- Viviano, Pauline A (1999).  Stephen R. Haynes, Steven L. McKenzie, 편집. 《Form criticism》 [To each its own meaning: an introduction to biblical criticisms and their application]. Westminster John Knox Press.